# Bad Nauheim (stacja kolejowa)
Bad Nauheim (niem: Bahnhof Bad Nauheim) – stacja kolejowa w Bad Nauheim, w kraju związkowym Hesja, w Niemczech. Znajduje się na 161,9 km linii Main-Weser-Bahn.

## Historia
Stacja została otwarta wraz z otwarciem odcinka Butzbach – Friedberg w dniu 9 listopada 1850. Budynki dworca zostały zaprojektowane przez Juliusa Eugena Ruhla, ale w latach 1911-13 zostały zastąpione przez nowe. W ramach ogólnej reorganizacji przy okazji wystawy Landesgartenschau, która odbyła się w 2010 w Bad Nauheim, wysokość peronów została podniesiona do 76 centymetrów, umożliwiając wsiadanie osobom niepełnosprawnym.

## Opis
Stacja Bad Nauheim posiada jeden peron krawędziowy i jeden peron wyspowy, w sumie trzy tory. Do stacji przylega linia kolejowa Butzbach-Licher Eisenbahn oraz stacja Bad Nauheim Nord (km szlaku 10,6), która jest stacją końcową dla zabytkowych składów kolejowych, które kursują w okresie letnim i są obsługiwane są przez miłośników kolei.